# Mouftaou Adou
Mouftaou Adou (Cotonou, 10 de abril de 1991) é um futebolista beninense que atua como defensor.

## Carreira
Mouftaou Adou representou o elenco da Seleção Beninense de Futebol no Campeonato Africano das Nações de 2010.